# Boutiquea platypetala
Espèce
Synonymes
- Boutiquea platypetala (Engl. & Diels) Le Thomas (Engl. & Diels) Le Thomas (préféré par UICN)[2]
- Stenanthera platypetala Engl. & Diels[1] [2]

Statut de conservation UICN

 VU B2ab(iii) : Vulnérable
Boutiquea platypetala (Engl. & Diels) Le Thomas est une espèce de plantes à fleurs de la famille des Annonaceae, la seule du genre Boutiquea, présente en Afrique tropicale.

## Description
C'est un arbrisseau pouvant atteindre 4 m de hauteur.

## Distribution
Subendémique, mais assez commune, l'espèce a été observée principalement au Cameroun dans trois régions (Sud-Ouest, Centre et Sud, où a été récolté le spécimen-type à Bipindi), également sur l'île de Bioko en Guinée équatoriale.